# Aftenposten (dansk avis)
 For alternative betydninger, se Aftenposten (flertydig). (Se også artikler, som begynder med Aftenposten)
Aftenposten var en dansk avis, der blev udgivet i København af De Ferslewske Blade fra 1873 til 1931.
Avisen var upolitisk og henvendte sig til arbejdere og almuen. Den lagde indholdsmæssigt vægt på mindre, lokale nyheder og en føljeton. Sproget var letforståeligt, og sammen med en lav pris betød det, at avisen hurtigt fik et højt oplag; begyndende med 11.000 året efter grundlæggelsen med 1913 som højdepunktet med 60.000 solgte eksemplarer.
Under redaktør Bernhard Wulffs ledelse blev avisen i 1897 omlagt til morgenavis, og den var efter en nedgangsperiode atter blandt Københavns tre største aviser. Senere dalede opslagstallet dog på ny, så det i 1928 var på 24.000.
I 1931 blev avisen lukket som selvstændig titel og sammenlagt med Dagens Nyheder.